# Епитаф
Епитаф (грч. ἐπιτάφιος епитафос „погребна бесједа” од ἐπί епи „изнад” и τάφος тафос „гроб”) кратак је текст у част преминуле особе. Строго говорећи, епитаф се односи на текст који је уписан на споменик или плочу, али се може такође користити и у фигуративном значењу. Неки епитафи су одређени од самих особа прије смрти, док су друге одабрали одговорни за сахрану.
Епитаф често има филозофски или дидактички карактер, а понекад је писан и у шаљивом тону.
Епитаф може бити написан у прози или у стиху поеме; пјесници су познати по компоновању својих епитафа прије смрти, као што је Вилијам Шекспир.